# Rhionaeschna eduardoi
Rhionaeschna eduardoi – gatunek ważki z rodziny żagnicowatych (Aeshnidae). Występuje na terenie Ameryki Południowej.